# پابلو ده اسکاندون
پابلو ده اسکاندون (اسپانیایی: Pablo de Escandón‎; ۴ مهٔ ۱۸۵۶ – ۳۱ مارس ۱۹۲۶) چوگان‌باز اهل مکزیک بود.